# Cabo Baba
O Cabo Baba (em turco:  Baba Burnu, em grego:  Λεκτόν ), é o ponto mais ocidental da Anatólia, na Turquia, e por isso o mais ocidental de toda a Ásia. Ele está localizado na aldeia de Babakale ("Castelo do Pai"), Ayvacık, Çanakkale, na área histórica de Troad. Havia um farol no Cabo Baba que era chamado de Lekton (latinizado como Lectum).